# Jannie de Beer
Jan Hendrik de Beer (Provincia del Estado Libre, 22 de abril de 1971) es un exjugador sudafricano de rugby que se desempeñaba como apertura. 
De beer jugó con los Springboks 13 partidos y anotó 183 puntos. Tiene el récord de más drop goals en un partido de la Copa Mundial de Rugby con cinco.

## Biografía
Es un cristiano profeso y alega su éxito a su creencia en Dios.
Debutó en su selección ante los British and Irish Lions en 1997. 
Se lesionó la rodilla en mayo de 2000 y pasó casi un año fuera del campo; en marzo de 2001 el club inglés Saracens lo puso bajo contrato por un período de prueba hasta el final de la temporada. El contrato fue renovado para la temporada 2001-02, aunque una nueva lesión lo puso a disposición recién para el segundo semestre.
Debido a las continuas y una importante lesión final en la rodilla, declaró ser incapaz físicamente de mantener los compromisos de entrenar y jugar por lo que debió retirarse en 2002.

### Participaciones en Copas del Mundo
Participó en el mundial de Gales 1999 donde los Springboks ganaron su grupo con victorias ante el XV del cardo, España y Uruguay. En cuartos de final fue cuando anotó los cinco drops para la victoria 21-44 ante el XV de la Rosa para el pase a semifinales, sin embargo su estrategia no funcionó contra los Wallabies donde a pesar de varios intentos solo concretó un drop. Luego los sudafricanos conseguirían el tercer puesto al vencer a los All Blacks, este fue su último partido internacional.
| Mundial                       | Sede  | Resultado     | PJ | Pts |
| ----------------------------- | ----- | ------------- | -- | --- |
| Copa Mundial de Rugby de 1999 | Gales | Tercer puesto | 6  | 97  |